# Acalypha senilis
Acalypha senilis är en törelväxtart som beskrevs av Henri Ernest Baillon. Acalypha senilis ingår i släktet akalyfor, och familjen törelväxter. Inga underarter finns listade i Catalogue of Life.